# Лацис, Отто Рудольфович
О́тто Рудо́льфович Ла́цис (латыш. Oto Lācis или Otto Lācis; 22 июня 1934, Москва — 3 ноября 2005, Москва) — советский и российский журналист и публицист, доктор экономических наук (1980), член ЦК КПСС (1990—1991), лауреат премии Президента Российской Федерации в области печатных средств массовой информации (1996).

## Биография
Родился 22 июня 1934 года в Москве в семье латышского большевика Рудольфа Лациса, участника гражданской войны в Испании. Вскоре после окончания Второй мировой войны он и его родители приехали в Ригу, где он учился в Рижской средней школе № 22. 
Окончил факультет журналистики МГУ в 1956 году, затем с 1956 по 1960 год работал в редакции газеты «Советский Сахалин». С 1959 года был членом КПСС. В 1960—1964 годах был литературным сотрудником и старшим консультантом еженедельника «Экономическая газета». В 1963 году окончил Высшие экономические курсы при Госплане СССР.
В 1964—1971 годах — литературный сотрудник, специальный корреспондент, экономический обозреватель газеты «Известия». Защитил в Московском институте народного хозяйства им. Г. В. Плеханова кандидатскую диссертацию по теме «О роли рентабельности предприятий в системе экономических рычагов управления производством на различных этапах развития социалистической промышленности» (1970), получив тем самым учёную степень кандидата экономических наук.
В 1971—1975 годах — редактор-консультант, заведующий отделом экономики редакции международного журнала «Проблемы мира и социализма» (г. Прага); владел чешским языком). В 1975 году во время обыска у публициста Лена Карпинского сотрудники КГБ обнаружили рукопись книги Лациса о Сталине. Отто Рудольфович получил «строгий выговор с занесением в учётную карточку члена партии». В результате Лацис покинул журналистику на 11 лет.
В 1975—1986 годах — старший научный сотрудник, заведующий отделом Института экономики мировой социалистической системы АН СССР. В 1980 году защитил там докторскую диссертацию «Проблемы развития национальной и международной концентрации производства в странах СЭВ в форме объединений», получив тем самым учёную степень доктора экономических наук.
В 1987—1991 годах — первый заместитель главного редактора и политический обозреватель журнала «Коммунист». Принял активное участие в Перестройке, один из главных критиков сталинизма. Член ЦК КПСС (1990—1991).
В 1991—1997 годах — политический обозреватель газеты «Известия». В июне 1997 года Лацис стал членом Совета директоров газеты «Известия».
В 1993—1996 входил в Президентский совет, вышел оттуда в январе 1996 года в знак протеста против действий российских войск в Чечне.
В 1997—2003 годах работал в газете «Новые Известия». С августа 1997 года — соучредитель и политический обозреватель газеты «Новые Известия», с марта 1998 по 2003 год — заместитель главного редактора — редактор отдела экономики издания.
В 2003—2005 годах был заместителем главного редактора новообразованной газеты «Русский курьер». В последний год жизни работал политическим обозревателем в газете «Московские новости».
Являлся ярким представителем либеральной интеллигенции СССР, благодаря публикациям которого «Известия» стали одной из самых популярных газет в среде интеллигенции. В 1996 году за свою профессиональную деятельность в качестве политического обозревателя газеты был награждён премией Союза журналистов России «Золотое перо России».
Скончался на 72-м году жизни 3 ноября 2005 года от последствий автомобильной аварии, в которую попал в сентябре. Похоронен на Марфинском кладбище (Одинцовский район).
Был женат на журналистке Тамаре Алексеевне Смирновой (1933—2000); сын Алексей (род. 1957) — доктор физико-математических наук, спелеолог, дочь Александра (род. 1967) — журналистка.

## Сочинения

### Научные монографии
- Объединения в странах СЭВ. — М.: Наука, 1978. — 176 с. — 2300 экз.
- Экономическая централизация и централизм управления: Проблемы взаимосвязи. — М.: Наука, 1987.
- Трансформация гуманитарного образования в России. — М., 1995.

### Публицистика
Книги:
- Солнце в доме. — М.: Советская Россия, 1982.
- Искусство сложения. — М.: Советский писатель, 1984. — 336 с. — 30 000 экз.
- Выйти из квадрата. — М.: Политиздат, 1989. — 416 с. — 100 000 экз.
- Перелом. — М.: Политиздат, 1990. — 400 с. — 100 000 экз.
- Неутомимый строитель.
- Что с нами было? Что с нами будет? — М.: Евразия, 1995.
- Тщательно спланированное самоубийство. — М. : Моск. шк. полит. исслед., 2001. — 485, [2] с. : портр. — (Культура. Политика. Философия) — ISBN 5-93895-018-X